# Catedral de Nuestra Señora de la Paz (Bukavu)
La Catedral de Nuestra Señora de la Paz o simplemente Catedral de Bukavu (en francés: Cathédrale Notre-Dame de la Paix) es el nombre que recibe un edificio religioso de la Iglesia Católica que se encuentra ubicado en la localidad de  Bukavu en el extremo este del país africano de la República Democrática del Congo, específicamente en la provincia de Kivu del Sur.
El templo que destaca por los detalles de su arquitectura fue construido desde 1948 hasta 1951, y su consagración formal tuvo lugar el 18 de octubre de 1951. Sigue el rito romano o latino y sirve como la sede de la arquidiócesis de Bukavu (Archidioecesis Bukavuensis) que fue creada en 1959 mediante la bula "Cum parvulum" del papa Juan XXIII.
Esta bajo la responsabilidad pastoral del Arzobispo François-Xavier Maroy Rusengo.